# 12 Batalion Straży Granicznej
12 Batalion Straży Granicznej – jednostka organizacyjna Straży Granicznej w II Rzeczypospolitej.

## Formowanie i zmiany organizacyjne
Wykonując postanowienia uchwały Rady Ministrów z 23 maja 1922 roku, Minister Spraw Wewnętrznych rozkazem z 9 listopada 1922 roku zmienił nazwę „Bataliony Celne” na „Straż Graniczną”. Wprowadził jednocześnie w formacji nową organizację wewnętrzną. 12 batalion celny przemianowany został na 12 batalion Straży Granicznej.
12 batalion Straży Granicznej funkcjonował w strukturze Komendy Powiatowej Straży Granicznej w Stołpcach, a jego dowództwo stacjonowało w Rubieżewiczach. W skład batalionu wchodziły cztery kompanie strzeleckie oraz jedna kompania karabinów maszynowych w liczbie 3 plutonów po 2 karabiny maszynowe na pluton. Dowódca batalionu posiadał uprawnienia dyscyplinarne dowódcy pułku. Cały skład osobowy batalionu obejmował etatowo 614 żołnierzy, w tym 14 oficerów.
W 1923 roku batalion przekazał swój odcinek oddziałom Policji Państwowej i został rozwiązany. Przekazanie obiektów komendant batalionu zameldował 30 czerwca 1923.

## Komendanci batalionu
- p.o. kpt. Józef Kozioł (IX 1922[8] –)

## Służba graniczna
Sąsiednie bataliony
- 32 batalion Straży Granicznej  ⇔ 2 batalion Straży Granicznej − 1 grudnia 1922[3][9] i w kwietniu 1923[10]

## Struktura organizacyjna
| Ordre de Bataille 12 batalionu Straży Granicznej w Rubieżewiczach w 1923 | Ordre de Bataille 12 batalionu Straży Granicznej w Rubieżewiczach w 1923 | Ordre de Bataille 12 batalionu Straży Granicznej w Rubieżewiczach w 1923 | Ordre de Bataille 12 batalionu Straży Granicznej w Rubieżewiczach w 1923 | Ordre de Bataille 12 batalionu Straży Granicznej w Rubieżewiczach w 1923 |
| kompanie                                                                 | 1. Dwór Wołma                                                            | 4. Suła                                                                  | 2. Nowe Rubieżewicze                                                     | 1. Rubieżewicze                                                          |
| ------------------------------------------------------------------------ | ------------------------------------------------------------------------ | ------------------------------------------------------------------------ | ------------------------------------------------------------------------ | ------------------------------------------------------------------------ |
| placówki                                                                 |                                                                          | Bardzie                                                                  |                                                                          | "rezerwa"                                                                |
| placówki                                                                 |                                                                          | Mikulicze                                                                |                                                                          | "rezerwa"                                                                |
| placówki                                                                 | Wołma                                                                    | Basmany                                                                  | Rubieżewicze                                                             | "rezerwa"                                                                |
| placówki                                                                 |                                                                          | Suła                                                                     | Lichacze                                                                 | "rezerwa"                                                                |
| placówki                                                                 |                                                                          | Różanka                                                                  |                                                                          | "rezerwa"                                                                |
| placówki                                                                 | Morgi                                                                    |                                                                          |                                                                          | "rezerwa"                                                                |